# Cybianthus sintenisii
Cybianthus sintenisii är en viveväxtart som först beskrevs av Urban, och fick sitt nu gällande namn av G. Agostini. Cybianthus sintenisii ingår i släktet Cybianthus, och familjen viveväxter. Inga underarter finns listade i Catalogue of Life.